# Erythronium oregonum
Erythronium oregonum är en liljeväxtart som beskrevs av Elmer Ivan Applegate. Erythronium oregonum ingår i Hundtandsliljesläktet och i familjen liljeväxter. Inga underarter finns listade.

## Bildgalleri

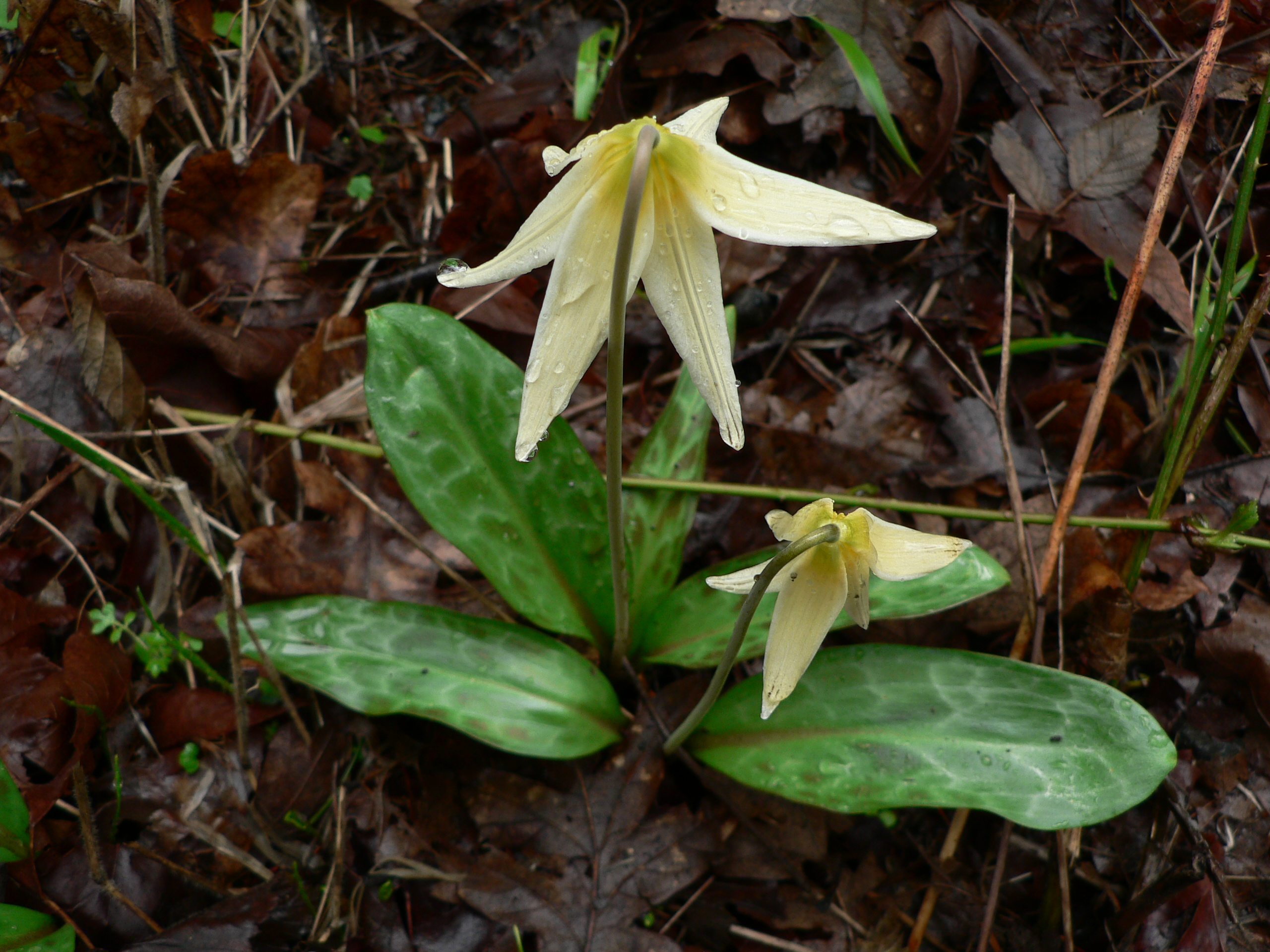
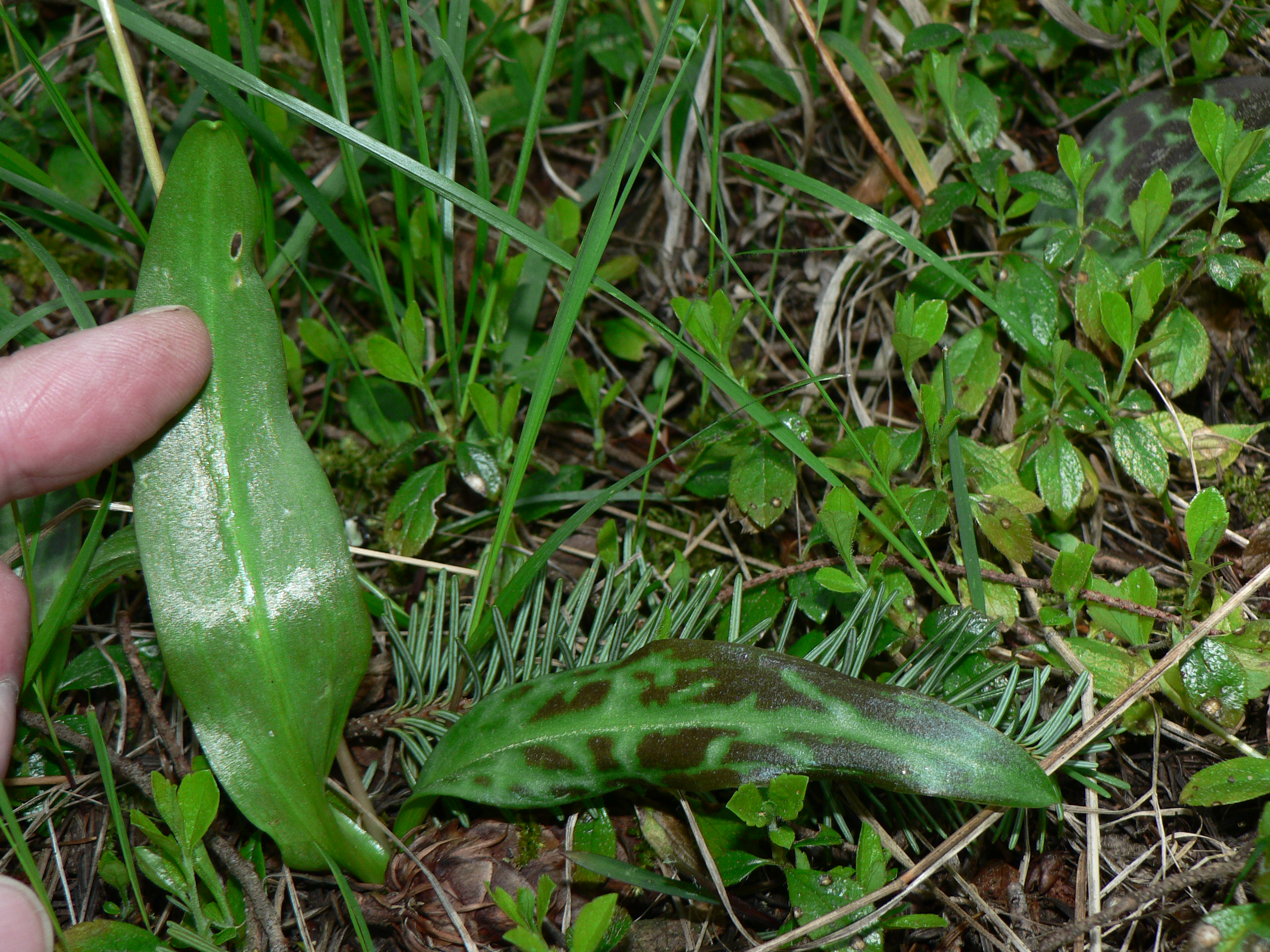
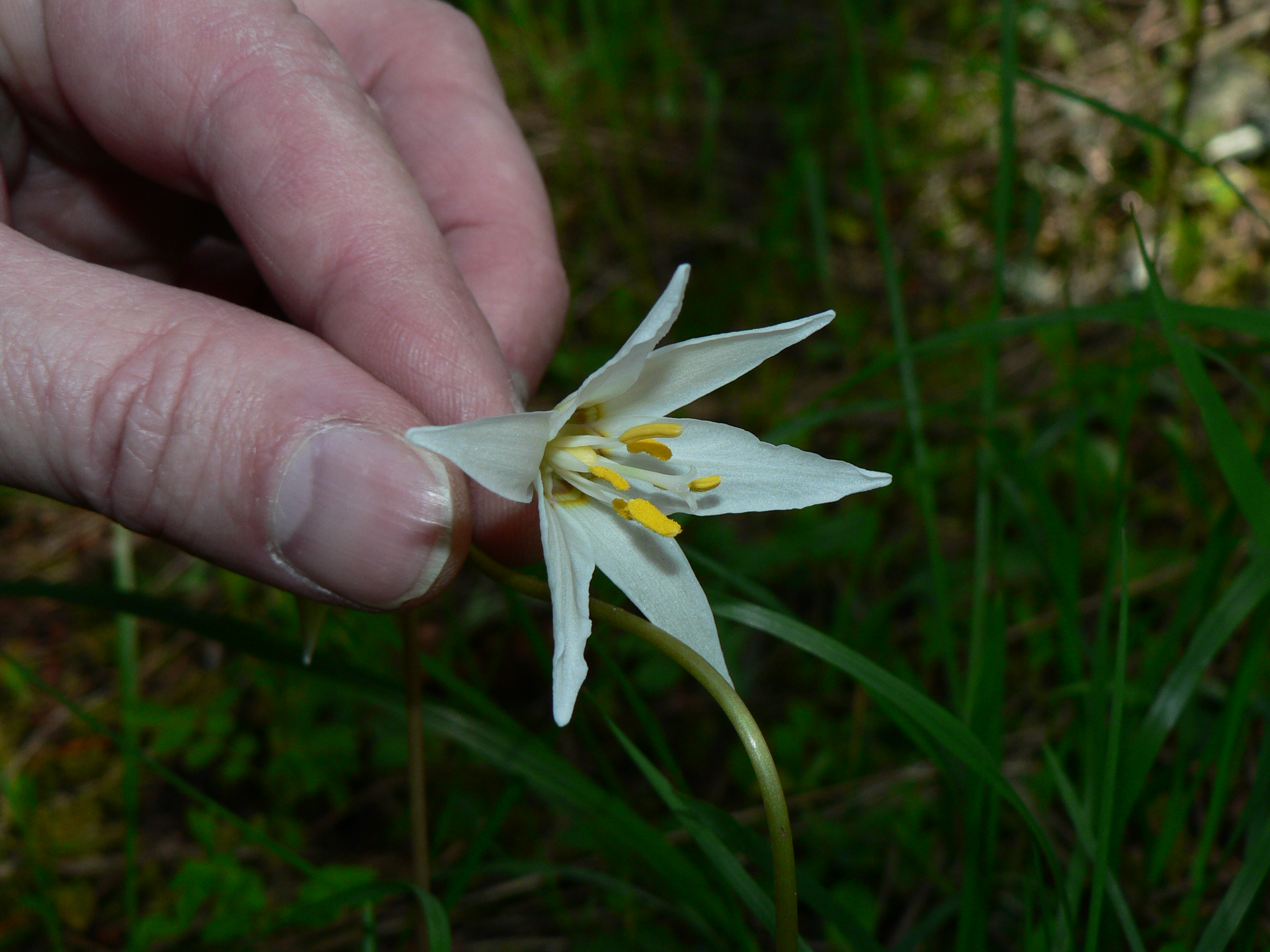
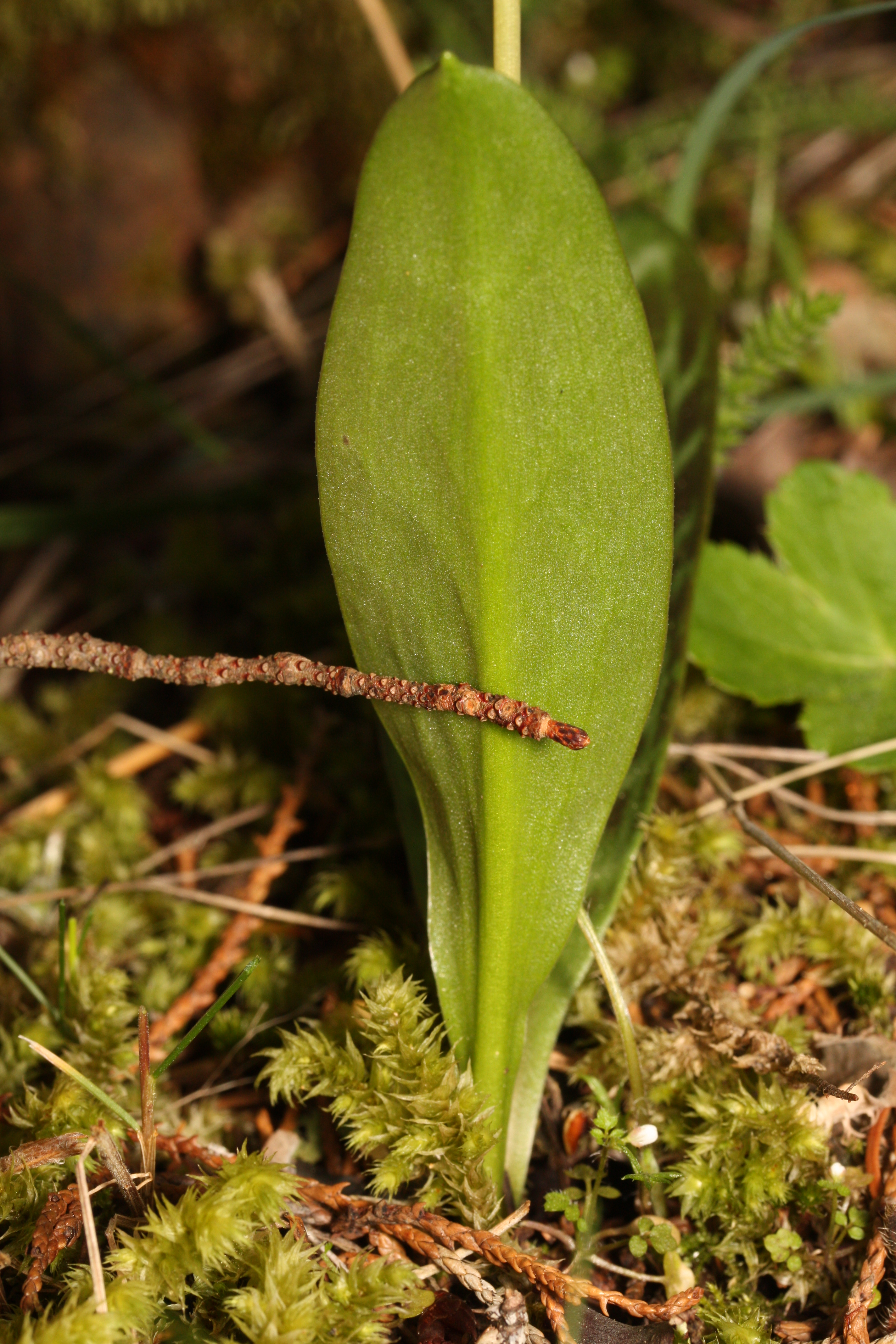
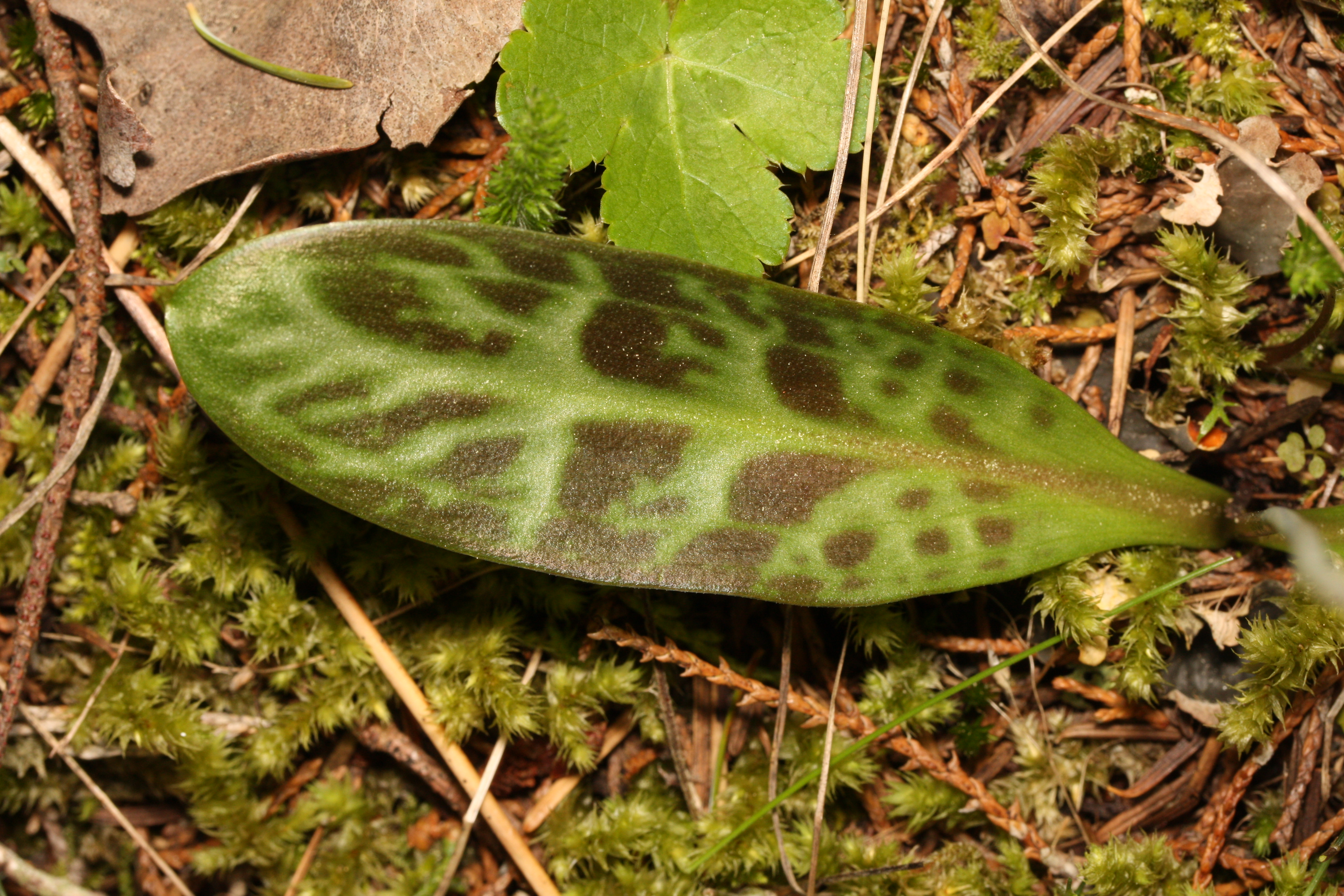
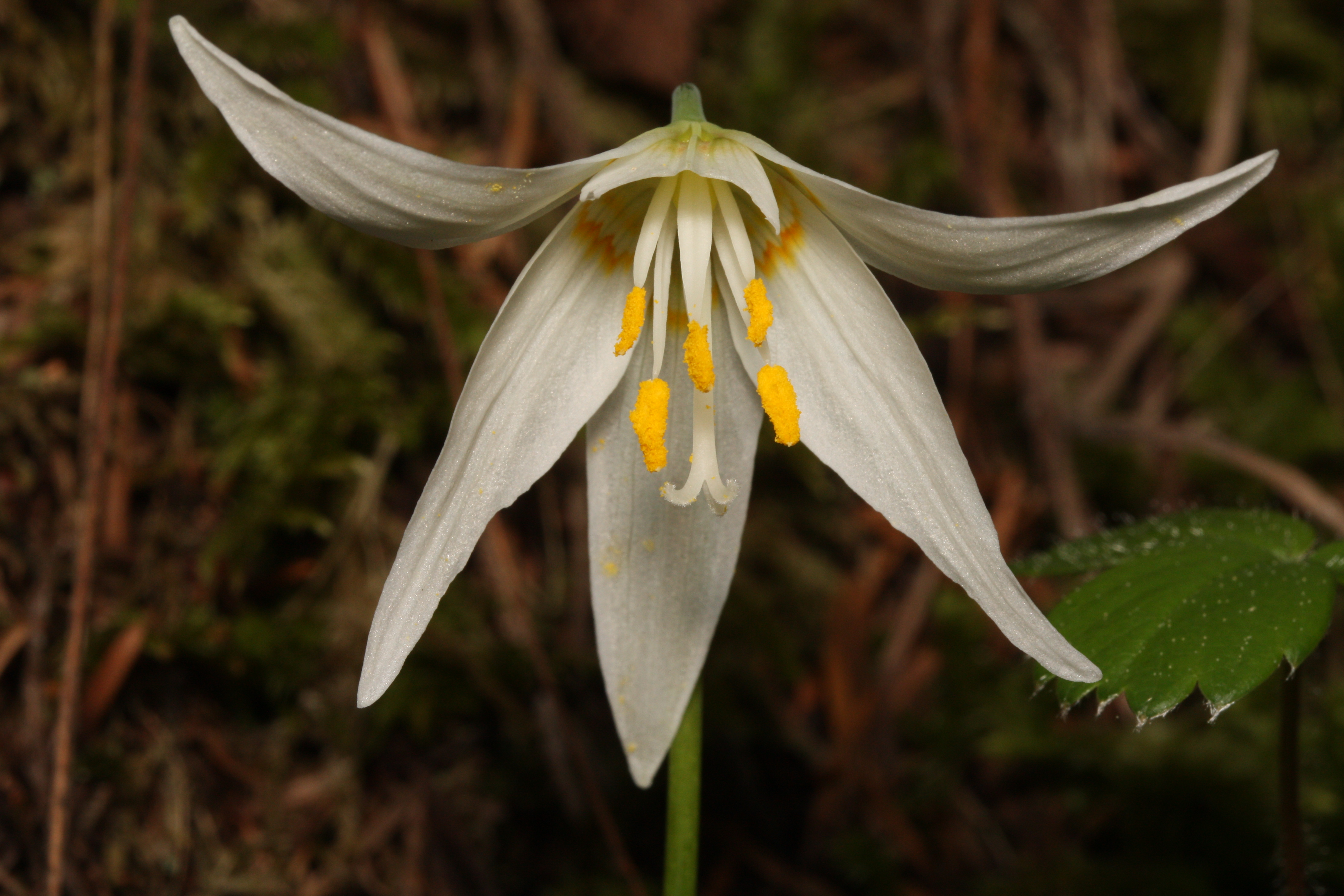